# John Graves Simcoe
John Graves Simcoe (25 de fevereiro de 1752 - 26 de outubro de 1806) foi o primeiro governador geral do Canadá Superior (atual sul do Ontário) e das regiões em torno da Baía Georgian e do Lago Superior, entre 1791 e 1796. Simcoe fundou York, atual Toronto, e foi instrumental na introdução de instituições tais como cortes judiciais, julgamento por júri, lei comum inglesa e da abolição da escravidão em 1810, muito antes desta ter sido abolida no restante do Império Britânico, em 1834.
Simcoe participou na Guerra da Independência dos Estados Unidos ao lado dos britânicos, tentando capturar George Washington no inverno de 1779, embora tenha sido capturado pelos franceses no mesmo ano. Foi solto em 1781, e participou do cerco de Yorktown.